# Čeněk Zahradníček
Čeněk Zahradníček (11. dubna 1900 Praha – 12. listopadu 1989 Praha) byl český prvorepublikový kameraman-dokumentarista a jeden z hlavních tvůrců Československého filmového týdeníku Aktualita. Natočil nejhlavnější události první republiky a Protektorátu Čechy a Morava, natáčel v terezínském ghettu, vypálených Lidicích i během květnového povstání, po druhé světové válce zaznamenal na kameru popravu Karla Hermanna Franka a norimberský proces.

## Život
Čeněk Zahradníček se narodil 11. dubna 1900 na pražském Žižkově do rodiny Josefa Zahradníčka a Terezie Zahradníčkové, rozené Volencové. Měl dva bratry. 20. ledna 1921 se Čeněk Zahradníček oženil s Marií Blažkovou (* 8. února 1903). Manželství zůstalo bezdětné. Vyučil se fotografem a filmovým laborantem a po roce 1923 začal soukromě natáčet. Čeněk Zahradníček se od dětství věnoval trampingu a přátelil se s ilustrátorem a malířem Zdeňkem Burianem (1905–1981).
Ve 30. letech byl jedním ze zakládajících členů a také jednatelem Čs. Pathé klubu kinoamatérů. Od roku 1935 působil v Československém klubu kinoamatérů, který vznikl oddělením od Pathé klubu. Spolupracoval se členem Říše loutek, režisérem a scenáristou Vláďou Šmejkalem (1902–1957), se kterým natočil několik avantgardních snímků, oceněných na mezinárodních soutěžích amatérského filmu: film Atom věčnosti získal ve Vídni první cenu a v Barceloně skončil druhý, Ruce v úterý získal první cenu v Záhřebu. Poslední dílo autorské dvojice Zahradníček–Šmejkal je Příběh vojáka vyprávějící o krutostech války. Poté Vladimír Šmejkal oblast amatérského filmu zcela opustil nejspíš i z toho důvodu, že jejich společná díla bývala spíš připisována Zahradníčkovi a Šmejkal nebyl často ani uváděn ani v titulcích. Zahradníček v té době navíc začal intenzivně spolupracovat s dramatikem, spisovatelem a režisérem Emilem Františkem Burianem. Natáčel pro něj doplňkové filmy pro avantgardní inscenace v divadle D34, z nichž nejvíce ceněný je snímek Máj.
Díky přímluvě filmového dokumentaristy Jana Kučery se dostal ke zpravodajské firmě Aktualita, v jejímž čele stál Karel Pečený (1999–1965), spoluzakladatel Československého filmového týdeníku. V Aktualitě začal v roce 1937 působit jako kameraman-reportér.

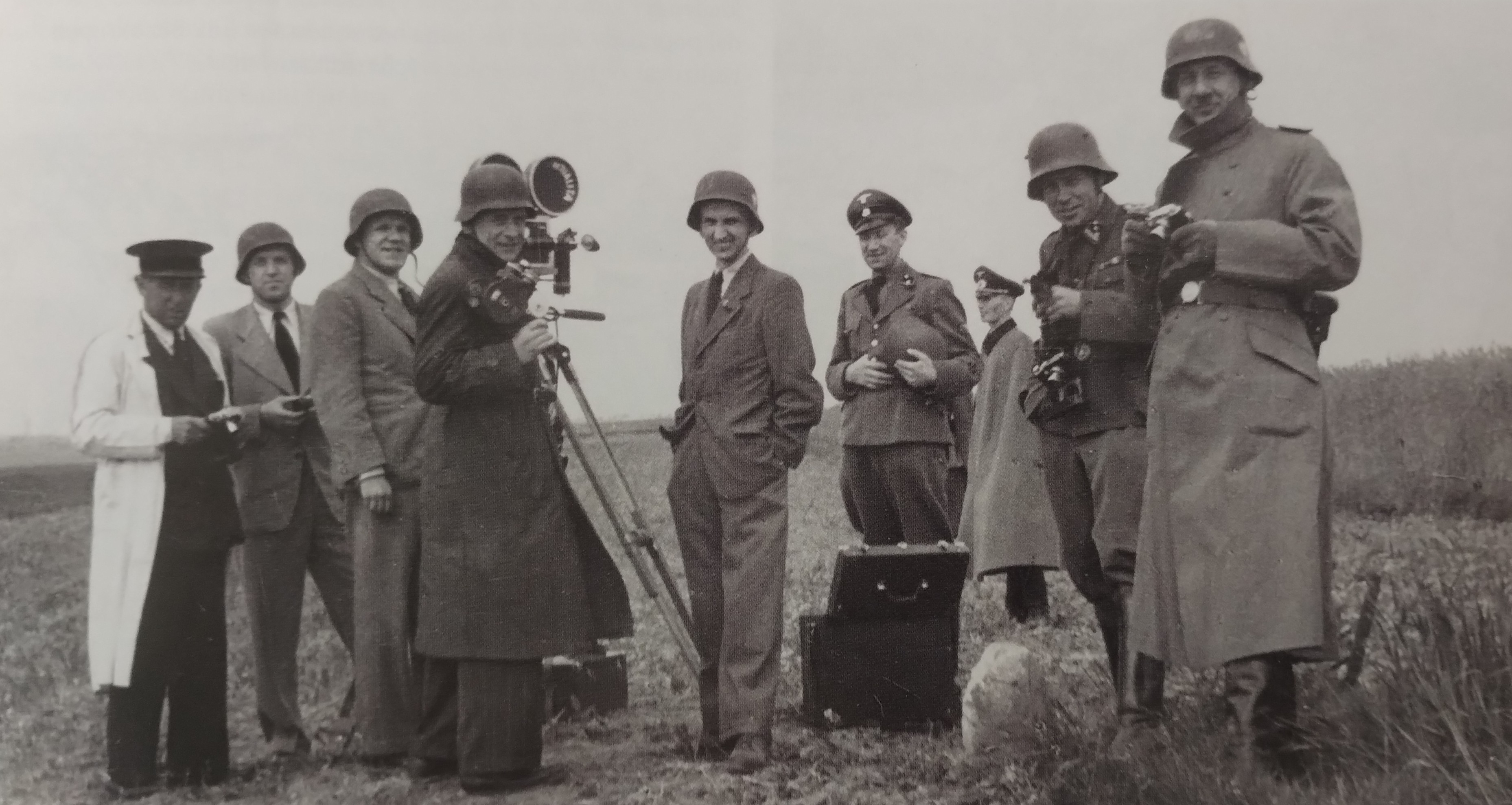
Fotografie pracovníků Čs. filmového týdeníku Aktualita v Lidicích v červnu 1942. Zleva: šofér Leo Chodil, technik Josef Franěk, produkční a režisér Jan Kučera, kameraman Čeněk Zahradníček, pověřenec pro film sudetský Němec Erich Lampl a dva neznámí. Všichni filmaři si museli nasadit přilby Schutzpolizei z "bezpečnostních důvodů".

Čeněk Zahradníček pro filmový týdeník natočil nejhlavnější události první republiky a Protektorátu Čechy a Morava. Po atentátu na Heydricha byl povolán do hlavní úřadovny gestapa do Petschkova paláce, kde musel natočit filmový šot s předměty zajištěné v místě útoku: samopal sten-gun, jízdní kolo Josefa Gabčíka, dvě aktovky, čepici a balonový plášť. Filmový záznam o délce 5 minut byl povinně promítán v každém biografu v Čechách a na Moravě. S Aktualitou natáčel Čeněk Zahradníček v terezínském ghettu. Cílem bylo rozptýlit pochybnosti o utrpení Židů v Terezíně a ukázat, jak zde dobře žijí (snímek Terezín, židovské samosprávné sídelní město). K jeho nejznámějším záběrům patří destrukce kostela svatého Martina, školy a Horákova statku ve vypálených Lidicích. Nesměl natáčet mrtvoly ani masový hrob či židovské vězně-otroky, jen likvidaci vesnice. Zahradníček natáčel rovněž během Slovenského národního povstání a květnového povstání. Záběry z posledních bojů v Praze přetvořil spolu s Otakarem Vávrou a Antonínem Zelenkou ve film Cesta k barikádám. Po druhé světové válce natáčel ve věznici Pankrác popravu Karla Hermanna Franka a v Norimberku proces s hlavními představiteli nacistického režimu.
O jeho a Kačerovu účast na natáčení likvidace Lidic se zajímala i StB, hlavně o identifikaci příslušníků gestapa. Ve zpravodajském filmu pracoval Čeněk Zahradníček až do února 1948. Poté nastoupil do smíchovských závodů Škoda, kde byl povolán ke zřízení fotooddělení a rovněž se zde věnoval filmování. Po odchodu do důchodu se vrátil mezi kinoamatéry a pracoval pro Ústřední dům umělecké lidové tvořivosti. Jako porotce působil na filmových festivalech a amatérských soutěžích. Publikoval rovněž texty z oblasti amatérské kinematografie.
Čeněk Zahradníček zemřel po dlouhé a těžké nemoci 12. listopadu 1989. Pohřben byl na Zbraslavském hřbitově.

## Dílo[5]

### Kameraman
| Dokumentární | Dokumentární              |
| ------------ | ------------------------- |
| 1946         | Cesta k barikádám         |
| 1945         | Vlast vítá                |
| 1944         | Vůdce daroval Židům město |
| 1942         | Od Tatier po Azovské more |

| Krátkometrážní | Krátkometrážní  |
| -------------- | --------------- |
| 1936           | Máj             |
| 1936           | Procitnutí jara |
| 1935           | Ruce v úterý    |
| 1934           | Atom věčnosti   |
| 1934           | Příběh vojáka   |

### Režisér
| Krátkometrážní | Krátkometrážní          |
| -------------- | ----------------------- |
| 1942           | Záznam z vypálení Lidic |
| 1936           | Máj                     |
| 1936           | Procitnutí jara         |
| 1935           | Ruce v úterý            |
| 1934           | Atom věčnosti           |
| 1934           | Příběh vojáka           |
| 1934           | 21                      |
| 1926           | Kalibr 32W              |

### Herec
| Krátkometrážní | Krátkometrážní |
| -------------- | -------------- |
| 1934           | Atom věčnosti  |